# エディアカラン
| 累代        | 代       | 紀                 | 基底年代 Mya |
| ----------- | -------- | ------------------ | ------------ |
| 顕生代      | 新生代   | 新生代             | 66           |
| 顕生代      | 中生代   | 中生代             | 251.902      |
| 顕生代      | 古生代   | 古生代             | 541          |
| 原生代      | 新原生代 | エディアカラン     | 635          |
| 原生代      | 新原生代 | クライオジェニアン | 720          |
| 原生代      | 新原生代 | トニアン           | 1000         |
| 原生代      | 中原生代 | ステニアン         | 1200         |
| 原生代      | 中原生代 | エクタシアン       | 1400         |
| 原生代      | 中原生代 | カリミアン         | 1600         |
| 原生代      | 古原生代 | スタテリアン       | 1800         |
| 原生代      | 古原生代 | オロシリアン       | 2050         |
| 原生代      | 古原生代 | リィアキアン       | 2300         |
| 原生代      | 古原生代 | シデリアン         | 2500         |
| 太古代      | 太古代   | 太古代             | 4000         |
| 冥王代      | 冥王代   | 冥王代             | 4600         |
| 1. 2. 3. 4. |          |                    |              |

エディアカラン（エディアカラ紀、英：Ediacaran）とは、約6億2000万年（誤差1500万年）前〜約5億4200万年（誤差30万年）前にあたる原生代最後の地質時代の一つ。

## 名称
この紀の名称は決定されていなかった。そのためロシアでは「ヴェンド紀（Vendian）」、中国では「震旦紀（Sinian）」、オーストラリアと北米では「エディアカラ紀（Ediacaran）」の名を使っていた。しかしながら2004年に先カンブリア時代層序小委員会の勧告に基づき国際地質科学連合（IUGS）がこの紀の名称を「エディアカラ紀」として批准し、年代を規定した。
ただし、エディアカラ境界は絶対的な国際標準層序年代ではなく、生層序層準に基づき模式地によって規定される国際標準模式層断面及び地点（Global Boundary Stratotype Section and Point）によって定義された唯一の先カンブリア境界である。

## ヴェンド紀
同じく原生代の最後の紀に、Sokolov 1952 によるヴェンド紀（Vendian period）があり、エディアカラ紀の同義語のように使われる。
エディアカラ紀とは別の地層で定義されているため単純に絶対年代を比較することは難しいが、Bowring & Erwin 1998 は6億5000万年前からとしており、エディアカラ紀よりやや早くから始まる。
ヴェンド紀は5億6500万年前を境に、古い Varangian と新しい Ediacaran に分かれる。ただしこの Ediacaran は現代的な定義のエディアカラ紀より遅く始まる。
ヴェンド紀の前は Sturtian で、クライオジェニアンとほぼ同じである。

## 生物相
エディアカラ生物群の化石が多く発見される。「ベンド生物」と呼ばれる謎の生物群が多数出現しており、IUGSによる批准以前は「ヴェンド紀」とも呼ばれた。
膨大な数のクラゲの印象化石が、1946年、オーストラリア南部フリンダース山脈にあるエディアカラ丘陵の銀鉛山でレジナルド・C・スプリグによって発見された。これらは、目で見ることができる大きさであり、先カンブリア時代末期に属し、「エディアカラ動物群」と称される。その後、ナミビア、中国、ロシア北海地域、ウクライナ南部地域、北ヨーロッパ、カナダ・ニューファンドランド等の世界各地でエディアカラ時代（5億9000万年前〜5億5400万年前）の岩石と印象化石が発見されている。動物群を次の三つに分けることができる。放射性相称は、円形で放射状の区画を持っている。体の左右の区別がなく、車輪のようになっている。次に葉に似た形の生物は、海底の岩にでもくっついて生きていた。最も変異にとんだ生物は、「蠕虫様」（ぜんちゅうよう）と表現でき、左右対称の動物。